# Forza (1774)
Il Forza fu un vascello di linea veneziano da 70 cannoni che prestò servizio nella Armada dal 1774 al 1784

## Storia
La costruzione del vascello da 70 cannoni Forza fu ordinata dal Senato della Repubblica di Venezia, e la nave fu impostata nel 1719 sotto la direzione del Proto dei Marangoni Francesco Ponti. Il Forza fu completato fino ai 18 carati e poi lasciato in riserva sullo scalo. I lavori ripresero tra il 1740 e il 1746, avanzando sino ai 21 carati.  La nuova nave, completata sotto la direzione di Pietro Paresi, venne varata presso l'Arsenale il 20 maggio 1774, uscendo dall'Arsenale in quel medesimo mese per entrare a far parte dell'Armata Grossa. al comando del capitano Iseppo Stalimene.
Il 21 giugno 1784 salpò dal porto di Malamocco con il resto della squadra navale  al comando dell'ammiraglio Angelo Emo al fine di contrastare i pirati barbareschi. Sul vascello Forza alzava la sua insegna l'almirante Giovanni Moro. Il 19 novembre, mentre stava rientrando a Venezia con a bordo il corpo dell'almirante Moro, deceduto a seguito delle ferite riportate in combattimento nel corso del bombardamento della città di Susa, il Forza urtò uno scoglio mentre si trovava in entrata al porto di Trapani, in Sicilia, durante una burrasca. Si riuscì a salvare l'equipaggio, le provviste, le attrezzature e poi lo scheletro della nave naufragata venne venduto, dal console veneto a Trapani, per 150 once siciliane. Il naufragio della nave destò particolare scalpore a Venezia, in quanto si trattava di una nave da guerra in perfetta efficienza, con tutto l'equipaggio presente a bordo, e completa di tutte le dotazioni. Angelo Emo ebbe parole durissime per quanto riguarda il naufragio della nave in particolare  ...nelle scandalose sue circostanze... definendolo un orribile misfatto di perversa volontà al quale cooperarono ... la presunzione, improvvidenza, temerarietà ed incapacità di direzione e manovra.  Il primo pilota del Forza, Francesco Moran, fu riconosciuto colpevole di ...estrema presunzione e omissione dell'ordine e delle precauzioni... e il 28 maggio 1785 venne condannato a quattro anni di prigione da scontarsi in castello o fortezza militare e a servire poi per due anni, sulla flotta, in qualità d’inferiore o di secondo pilota. Il suo reintegro nel grado precedente, e nelle funzioni, era infine previsto dovesse dipendere da un esame da sostenersi, a Venezia, al cospetto di una apposita Conferenza. Per intercessione di Emo, Moran venne graziato il 6 agosto dello stesso anno, e reintegrato nel ruolo.

### Annotazioni
1. ↑  Nel 1696 fu deciso che le navi appartenenti alla Armata Grossa avrebbero adottato la seguente colorazione: corallo per la prua, i capodibanda, la poppa, le porte dei fanali e gli intagli, rosso per i portelli dei cannoni, e doratura in oro zecchino per il leone a prua e le figure scolpite a poppa. Lo specchio di poppa era quasi sempre dipinto di blu.
2. ↑  Si trattava della fregata grossa Fama, nave di bandiera di Emo, del vascello Forza, dell'almirante Giovanni Moro, dalla fregata Palma, dallo sciabecco Tritone, dalle bombarde Distruzione e Polonia, e dalla galeotta Esploratore. A Corfù vennero raggiunte dalla fregata Concordia del governator di nave Tommaso Condulmer, e dai 2 sciabecchi Cupido e Nettuno.

### Fonti
1. ↑  http://www.veneziamuseo.it/ARSENAL/schede_arsenal/vascelli.htm.
2. 1 2  Levi 1896, p. 37.
3. ↑  Ercole 2016, p. 28.
4. ↑  Nani Mocenigo 1938, p. 102.
5. 1 2 3  Caimi 2021, p. 209.
6. 1 2 3 4  Caimi 2021, p. 210.